# Alingsås
Alingsås (25 473 loc., 2006) este un oraș în Suedia. A fost fondat în 1619 de refugiații din Nya Lödöse, oraș distrus de armatele norvegiano-daneze. Se află la aproximativ 45 de km NV de Göteborg pe drumul european E20 spre Stockholm. Este renumit prin numărul mare de cafenele, aproximativ 25 (raportat la populație).  

## Demografie
| \| Evoluția demografică a zonei urbane Alingsås, 1970–2015 \| Evoluția demografică a zonei urbane Alingsås, 1970–2015 \| Evoluția demografică a zonei urbane Alingsås, 1970–2015 \| Evoluția demografică a zonei urbane Alingsås, 1970–2015 \| Evoluția demografică a zonei urbane Alingsås, 1970–2015 \| \| --------------------------------------------------------------------------------------- \| ------------------------------------------------------- \| ------------------------------------------------------- \| ------------------------------------------------------- \| ------------------------------------------------------- \| \| An \| \| \| Locuitori \| \| \| 1970 \| 1970 \| \| 18.761 \| 18.761 \| \| 1975 \| 1975 \| \| 18.892 \| 18.892 \| \| 1980 \| 1980 \| \| 19.283 \| 19.283 \| \| 1990 \| 1990 \| \| 21.297 \| 21.297 \| \| 1995 \| 1995 \| \| 22.027 \| 22.027 \| \| 2000 \| 2000 \| \| 22.361 \| 22.361 \| \| 2005 \| 2005 \| \| 22.919 \| 22.919 \| \| 2010 \| 2010 \| \| 24.482 \| 24.482 \| \| 2015 \| 2015 \| \| 26.329 \| 26.329 \| \| Sursa: SCB - Statistika Centralbyrån, Folkmängden per tätort. Vart femte år 1960 - 2016 \| \| \| \| \| |      |  |           |        |
| Evoluția demografică a zonei urbane Alingsås, 1970–2015 |      |  |           |        |
| An |      |  | Locuitori |        |
| 1970 | 1970 |  | 18.761    | 18.761 |
| 1975 | 1975 |  | 18.892    | 18.892 |
| 1980 | 1980 |  | 19.283    | 19.283 |
| 1990 | 1990 |  | 21.297    | 21.297 |
| 1995 | 1995 |  | 22.027    | 22.027 |
| 2000 | 2000 |  | 22.361    | 22.361 |
| 2005 | 2005 |  | 22.919    | 22.919 |
| 2010 | 2010 |  | 24.482    | 24.482 |
| 2015 | 2015 |  | 26.329    | 26.329 |
| Sursa: SCB - Statistika Centralbyrån, Folkmängden per tätort. Vart femte år 1960 - 2016 |      |  |           |        |